# Campeonato Sul-Americano de Rugby de 1981
O Campeonato Sul-Americano de Rugby de 1981 foi a XII edição deste torneio.

Pela primeira vez, e única, não participou no torneio a Argentina, que venceu todas as edições anteriores.
O torneio foi realizado em Montevideu (Uruguai).

Participaram as equipas de Brasil, Chile, Paraguai e Uruguai.

A vitória foi dos anfitriões da Seleção Uruguaia.

## Jogos
| 16 de Maio de 1981 |        |        |            |
| Chile              | 33 – 3 | Brasil | Montevideu |
|                    |        |        | Montevideu |

| 16 de Maio de 1981 |         |          |            |
| Uruguai            | 54 – 14 | Paraguai | Montevideu |
|                    |         |          | Montevideu |

| 18 de Maio de 1981 |        |          |            |
| Chile              | 33 – 3 | Paraguai | Montevideu |
|                    |        |          | Montevideu |

| 18 de Maio de 1981 |        |        |            |
| Uruguai            | 77 – 0 | Brasil | Montevideu |
|                    |        |        | Montevideu |

| 20 de Maio de 1981 |        |       |            |
| Uruguai            | 33 – 3 | Chile | Montevideu |
|                    |        |       | Montevideu |

| 20 de Maio de 1981 |        |          |            |
| Brasil             | 3 – 35 | Paraguai | Montevideu |
|                    |        |          | Montevideu |

### Classificação
| Seleção  | Vitórias | Empates | Derrotas | Pontos a favor | Pontos contra | Pontos +/- | Pontos |
| -------- | -------- | ------- | -------- | -------------- | ------------- | ---------- | ------ |
| Uruguai  | 3        | 0       | 0        | 164            | 17            | +147       | 6      |
| Chile    | 2        | 0       | 1        | 69             | 39            | +30        | 4      |
| Paraguai | 1        | 0       | 0        | 52             | 90            | -38        | 2      |
| Brasil   | 0        | 0       | 3        | 6              | 145           | -139       | 0      |

Pontuação: Vitória = 2, Empate = 1, Derrota = 0 

## Campeão
| Campeonato Sul-Americano de Rugby 1981 |
| -------------------------------------- |
| URUGUAI Campeão (1º título)            |